# Войт, Эмиль (гимнаст)
Эмиль Войт (англ. Emil Voigt; 15 декабря 1879, Сент-Луис, Миссури — 26 февраля 1946, Дирборн, Мичиган) — американский гимнаст и легкоатлет, серебряный и дважды бронзовый призёр летних Олимпийских игр 1904.
На Играх 1904 в Сент-Луисе в гимнастике Войт соревновался в шести соревнованиях. Он выиграл серебряную медаль в упражнениях с двумя атлетическими булавами весом три фунта (около 1.5 кг), и бронзовые награды в соревнованиях на кольцах и в лазании по канату. Также он занял четвёртое место в командном первенстве, 42-е в первенстве на 9 снарядах и 59-е в личном первенстве.
В лёгкой атлетике Войт соревновался только в троеборье, в котором он занял 85-е место.